# Дисук
Дисук (на арабски: دسوق) е град в северен Египет, в мухафаза Кафър ел-Шейх. Разположен е на 85 километра източно от Александрия. Населението на града през 2009 година е 129 604.